# Lukas Decker
Lukas Decker (* 7. Juli 1988) ist ein deutscher ehemaliger Kinderdarsteller.

## Leben
Decker wurde am 7. Juli 1988 geboren. Er spielte von 2002 bis 2004 in der deutschen Kinderserie Die Pfefferkörner die Rolle des Paul Hansen. Außerdem hatte er 2004 eine Gastrolle in der Serie Großstadtrevier, Folge Barkassenkrieg.

## Filmografie
- 2003–2005: Die Pfefferkörner (Fernsehserie, 18 Episoden)
- 2004: Großstadtrevier (Fernsehserie, Episode 18x12)